# EXOC3L
EXOC3L‏ (Exocyst complex component 3 like 1) هوَ بروتين يُشَفر بواسطة جين EXOC3L في الإنسان.